# Burchard (Nebraska)
Pour les articles homonymes, voir Burchard.
Le village de Burchard est situé dans le comté de Pawnee, dans l’État du Nebraska, aux États-Unis. Sa population s’élevait à 82 habitants lors du recensement de 2010.

## Toponymie
Le nom du village proviendrait du nom du nom d'un Pasteur local.

## Démographie
| Groupe | Burchard | Nebraska | États-Unis |
| ------ | -------- | -------- | ---------- |
| Blancs | 100      | 86,1     | 72,4       |
| Autres | 0        | 23,9     | 27,6       |
| Total  | 100      | 100      | 100        |

Selon l’American Community Survey, pour la période 2011-2015, 100 % de la population âgée de plus de 5 ans déclare parler anglais à la maison.

## Personnalité liée à la ville
L’acteur Harold Lloyd est né à Burchard en 1893.

## Source
- (en) Cet article est partiellement ou en totalité issu de l’article de Wikipédia en anglais intitulé « Burchard, Nebraska » (voir la liste des auteurs).

1. ↑  (en) « Burchard, NE Population - Census 2010 and 2000 », sur censusviewer.com.
2. ↑  (en) « Population of Nebraska - Census 2010 and 2000 », sur censusviewer.com.
3. ↑  (en) « Language spoken at home by ability to speak English for the population 5 years and over », sur factfinder.census.gov.